# Lista över romerska kejsare

Kejsarens vexillum.

De romerska kejsarna innehade makten i romarriket under den period som kallas det Romerska kejsardömet och som avlöste den Romerska republiken. Övergången mellan republik och kejsardöme innebar att makten samlades hos en enda person, snarare än hos "Senaten och folket i Rom". Detta skedde gradvis, och historiker ser olika tidpunkter som brytpunkter mellan republik och kejsardöme: mordet på Julius Caesar (44 f.Kr.), slaget vid Actium (31 f.Kr.) eller då Gaius Octavianus fick hederstiteln Augustus (27 f.Kr.).

## Historia
Augustus, som allmänt anses ha varit den förste kejsaren, var noga med att upprätthålla bilden av republikanskt styre och antog ingen särskild titel för att markera början på sitt styre (som började 27 f.Kr.). Istället koncentrerade han helt enkelt den makt som redan fanns bland de romerska magistraterna till sig själv och övertog den existerande hederstiteln "Princeps Senatus" (den förste i senaten). Denna regeringsform, som varade i nästan 300 år, kallas därför för "Principatet". 
Ordet för "kejsare" i flera moderna språk, såsom engelskans "emperor" och franskans "empereur" kommer från titeln "Imperator", som en armé kunde ge åt en framgångsrik general; som sådan måste "Princeps" under kejsardömets första tid fortfarande förtjäna titeln. Även om termen "emperor/empereur" är modern, används den i engelska och franska, för att beskriva kejsarna i det Romerska kejsardömet, eftersom den dels betonar de starka banden mellan härskaren och armén (på vars stöd härskarens makt berodde), dels inte gör någon skillnad på de olika styrelsesätten under kejsardömets olika faser. Det svenska ordet "kejsare" kommer, liksom det tyska "kaiser" och det ryska "tsar", från ättnamnet Caesar, som i klassiskt latin uttalades "Kajsar". Detta namn bars av Augustus adoptivfar Gaius Julius Caesar och blev sedermera också en hederstitel åt kejsarna. Det används i denna lista, eftersom det har samma funktion och konnotation som det engelska "emperor".
Efter den romerska krisen på 200-talet, formaliserade och förskönade Diocletianus den senaste tidens kejserliga styrelsesätt, genom att etablera det så kallade "Dominatets" period i det romerska kejsardömet. Detta kännetecknas av att makten uttryckligen lades på kejsarens person och att man började använda titeln "Dominus Noster" ("Vår herre"). Från och med Diocletianus fanns det ofta flera kejsare samtidigt, som delade makten över det vidsträckta riket mellan sig. Efter Theodosius I:s död 395 e.Kr. delades riket permanent i en västlig och en östlig halva. De var dock inte juridiskt åtskilda och kejsaren i det mer stabila östliga riket utövade ofta makt över den västra halvan. Västrom upplevde stora problem efter 395 e.Kr. och föll samman fullständigt efter 455 e.Kr. – den siste västromerske kejsaren abdikerade 476 e.Kr., varefter Östrom fortsatte att hävda anspråk på Västroms förra territorium. Östrom fortlevde till 1453 och Osmanska rikets erövring av Konstantinopel. De östromerska kejsarna, som i modern tid allmänt kallas bysantinska kejsare, fortsatte en obruten rad av romerska kejsare. Listan över östromerska kejsare på denna lista fortsätter fram till 610 e.Kr., vilket numera brukar vara gränsår för när man slutar kalla riket för det östromerska och övergår till att kalla det för det bysantinska. För östromerska kejsare från 610 till 1453 hänvisas därför till lista över bysantinska monarker.
De kejsare som upptas på denna lista är de som allmänt anses ha varit "legitima" (alltså inte usurpatorer etc.). Emellertid är det inte lätt att definiera vilka personer som var "legitima", eftersom kejsartiteln var ganska vagt definierad juridiskt; många av de "legitima" kejsarna tillskansade sig makten på olaglig väg och många "illegitima" pretendenter hade legitima krav på posten. Följande kriterier kan användas för att bestämma listan:
- En person som ovedersägligt härskade över hela kejsardömet vid någon tidpunkt måste anses som en legitim kejsare (1).
- En person som utsågs till tronarvinge eller medkejsare av en legitim kejsare (1) och efterträdde den förre av egen hävd räknas som en legitim kejsare (2).
- Om det fanns flera pretendenter och ingen var legitim arvinge, räknas den som accepterades av den romerska senaten som härskare, som legitim kejsare (3), åtminstone under Principatet.

Till exempel var Aurelianus, även om han tog makten genom på olaglig väg, ensam och obestridd härskare mellan 274 och 275 e.Kr., varför han räknas som legitim kejsare. Trots att Gallienus inte styrde över hela riket och plågades av andra pretendenter, var han legitim arvinge till (den legitime kejsaren) Valerianus. Även om Claudius II Gothicus grep makten på illegal väg och inte härskare över hela riket var han den ende pretendent, som accepterades av senaten och var därför, under sin regeringstid, den legitime kejsaren. På samma sätt blev alla pretendenter under fyrkejsaråret vid någon tidpunkt accepterade av senaten och inkluderas därför, även om de inte var obestridda; däremot blev varken Pescennius Niger eller Clodius Albinus under femkejsaråret accepterade av senaten och inkluderas därför inte. Det finns några exempel på personer, som utsågs till medkejsare, men aldrig utövade någon makt av egen hävd (särskilt barn till kejsare); dessa är legitima, men upptas bara tillsammans med den övergripande kejsaren.
Ovanstående regler är giltiga fram till 395, då riket delades i en västlig och en östlig halva. Därefter fortsätter de att gälla med förbehållet att en legitim kejsare hade obestridd kontroll över ena halvan av riket. Mot slutet av det Västromerska riket (efter 455) upphörde kejsarens relevans och det fanns tidvis ingen pretendent. För den historiska fullständighetens skull inkluderas alla västromerska kejsare efter denna tidpunkt även om Romulus Augustus, som traditionellt anses ha varit "den siste romerske kejsaren", egentligen var usurpator.

## Principatet

### Julisk-claudiska ätten
| Namn Svenska/kortform • Fullständig latinsk form      | Bild | Födelse | Tillträde                    | Frånträde                                                                                              | Död | Källor |
| ----------------------------------------------------- | ---- | --- | ---------------------------- | --- | --- | ------ |
| Augustus GAIVS IVLIVS CAESAR AVGVSTVS                 |      | 23 september 63 f.Kr. i Rom son till Gajus Octavius och Atia Balba Caesonia (sedermera adopterad av Julius Caesar) | 16 januari 27 f.Kr.          | 19 augusti 14 e.Kr. i Nola naturliga orsaker                                                           | 19 augusti 14 e.Kr. i Nola naturliga orsaker                                                           |        |
| Tiberius TIBERIVS IVLIVS CAESAR AVGVSTVS              |      | 16 november 42 f.Kr. i Rom son till Tiberius Claudius Nero och Livia Drusilla                                      | 18 september 14              | 16 mars 37 i Misenum troligtvis ålder, möjligen mördad                                                 | 16 mars 37 i Misenum troligtvis ålder, möjligen mördad                                                 |        |
| Caligula GAIVS IVLIVS CAESAR AVGVSTVS GERMANICVS      |      | 31 augusti 12 i Antium son till Germanicus och Agrippina d.ä.                                                      | 18 mars 37                   | 24 januari 41 på Palatinen i Rom mördad i en konspiration mellan delar av senaten och praetoriangardet | 24 januari 41 på Palatinen i Rom mördad i en konspiration mellan delar av senaten och praetoriangardet |        |
| Claudius TIBERIVS CLAVDIVS CAESAR AVGVSTVS GERMANICVS |      | 1 augusti 10 f.Kr. i Lugdunum i Gallia Lugdunensis son till Nero Claudius Drusus och Antonia d.y.                  | 25 eller 26 januari 41 e.Kr. | 13 oktober 54 e.Kr. i Rom eller Sinuessa troligtvis förgiftad av sin maka Agrippina d.y.               | 13 oktober 54 e.Kr. i Rom eller Sinuessa troligtvis förgiftad av sin maka Agrippina d.y.               |        |
| Nero NERO CLAVDIVS CAESAR AVGVSTVS GERMANICVS         |      | 15 december 37 i Antium son till Gnaeus Domitius Ahenobarbus och Agrippina d.y.                                    | 13 oktober 54                | 9 juni 68 utanför Rom självmord                                                                        | 9 juni 68 utanför Rom självmord                                                                        |        |
| Namn Svenska/kortform • Fullständig latinsk form      | Bild | Födelse | Tillträde                    | Frånträde                                                                                              | Död | Källor |

### Fyrkejsaråret och flaviska dynastin
| Namn Svenska/kortform • Fullständig latinsk form | Bild | Födelse                                                                             | Tillträde       | Frånträde                                                    | Död                                                          | Källor |
| ------------------------------------------------ | ---- | ----------------------------------------------------------------------------------- | --------------- | ------------------------------------------------------------ | ------------------------------------------------------------ | ------ |
| Galba SERVIVS GALBA CAESAR AVGVSTVS              |      | 24 december 3 f.Kr. i Terracina son till en konsul av okänt namn och Mummia Achaica | 8 juni 68       | 15 januari 69 i Rom mördad av praetoriangardet, lett av Otho | 15 januari 69 i Rom mördad av praetoriangardet, lett av Otho |        |
| Otho MARCVS OTHO CAESAR AVGVSTVS                 |      | 28 april 32 i Ferentinum son till Lucius Otho och Albia Terentia                    | 15 januari 69   | 16 april 69 i Rom självmord                                  | 16 april 69 i Rom självmord                                  |        |
| Vitellius AVLVS VITELLIVS GERMANICVS AVGVSTVS    |      | 24 september 15 i Rom son till Lucius Vitellius och Sextilia                        | 16 april 69     | 20 december 69 i Rom mördad av Vespasianus trupper           | 20 december 69 i Rom mördad av Vespasianus trupper           |        |
| Vespasianus CAESAR VESPASIANVS AVGVSTVS          |      | 17 november 9 i Falacrine son till Titus Flavius Sabinus och Vespasia Polla         | 1 juli 69       | 23 juni 79 i Rom naturliga orsaker                           | 23 juni 79 i Rom naturliga orsaker                           |        |
| Titus TITVS CAESAR VESPASIANVS AVGVSTVS          |      | 30 december 39 i Rom son till Vespasianus och Domitilla den äldre                   | 24 juni 79      | 13 september 81 i Rom död i pesten                           | 13 september 81 i Rom död i pesten                           |        |
| Domitianus CAESAR DOMITIANVS AVGVSTVS            |      | 24 oktober 51 i Rom son till Vespasianus och Domitilla den äldre                    | 14 september 81 | 18 september 96 i Rom mördad av hovfunktionärer              | 18 september 96 i Rom mördad av hovfunktionärer              |        |
| Namn Svenska/kortform • Fullständig latinsk form | Bild | Födelse                                                                             | Tillträde       | Frånträde                                                    | Död                                                          | Källor |

### Nervansk-antoninska dynastin
| Namn Svenska/kortform • Fullständig latinsk form                     | Bild | Födelse                                                                                       | Tillträde                                                                             | Frånträde                                                 | Död                                                       | Källor |
| -------------------------------------------------------------------- | ---- | --------------------------------------------------------------------------------------------- | ------------------------------------------------------------------------------------- | --------------------------------------------------------- | --------------------------------------------------------- | ------ |
| Nerva NERVA CAESAR AVGVSTVS                                          |      | 8 november 30 i Narni son till Marcus Cocceius Nerva och Sergia Plautilla                     | 18 september 96                                                                       | 27 januari 98 i Horti Sallustiani i Rom naturliga orsaker | 27 januari 98 i Horti Sallustiani i Rom naturliga orsaker |        |
| Trajanus CAESAR NERVA TRAIANVS AVGVSTVS                              |      | 18 september 53 i Italica i Hispania Baetica son till Marcus Ulpius Traianus och Marcia       | 28 januari 98                                                                         | 7 augusti 117 i Selinus i Kilikien naturliga orsaker      | 7 augusti 117 i Selinus i Kilikien naturliga orsaker      |        |
| Hadrianus CAESAR TRAIANVS HADRIANVS AVGVSTVS                         |      | 24 januari 76 i Italica i Hispania Baetica son till Publius Aelius Hadrianus Afer och Paulina | 11 augusti 117                                                                        | 10 juli 138 i Baiae naturliga orsaker                     | 10 juli 138 i Baiae naturliga orsaker                     |        |
| Antoninus Pius CAESAR TITVS AELIVS HADRIANVS ANTONINVS AVGVSTVS PIVS |      | 19 september 86 nära Lanuvium son till Titus Aurelius Fulvus och Arria Fadilla                | 10 juli 138                                                                           | 7 mars 161 i Lorium naturliga orsaker                     | 7 mars 161 i Lorium naturliga orsaker                     |        |
| Lucius Verus CAESAR LVCIVS AVRELIVS VERVS AVGVSTVS                   |      | 15 december 130 i Rom son till Lucius Aelius och Avidia Plautia                               | 7 mars 161 medkejsare till Marcus Aurelius till sin död                               | Januari 169 i Altinum död i pesten                        | Januari 169 i Altinum död i pesten                        |        |
| Marcus Aurelius CAESAR MARCVS AVRELIVS ANTONINVS AVGVSTVS            |      | 26 april 121 i Rom son till Marcus Annius Verus och Domitia Lucilla                           | 7 mars 161 Lucius Verus medkejsare till sin död Commodus medkejsare från 177          | 17 mars 180 i Vindobona eller Sirmium naturliga orsaker   | 17 mars 180 i Vindobona eller Sirmium naturliga orsaker   |        |
| Commodus CAESAR MARCVS AVRELIVS COMMODVS ANTONINVS AVGVSTVS          |      | 31 augusti 161 i Lanuvium son till Marcus Aurelius och Faustina d.y.                          | 177 medkejsare till Marcus Aurelius 17 mars 180 ensam kejsare vid Marcus Aurelius död | 31 december 192 i Rom mördad i en konspiration            | 31 december 192 i Rom mördad i en konspiration            |        |
| Namn Svenska/kortform • Fullständig latinsk form                     | Bild | Födelse                                                                                       | Tillträde                                                                             | Frånträde                                                 | Död                                                       | Källor |

### Femkejsaråret och Severiska dynastin
- Notera att det under femkejsaråret fanns totalt fem pretendenter till den romerska kejsartronen, men att endast tre av dem listas här. Clodius Albinus och Pescennius Niger lyckades endast hävda makt över vissa provinser och erkändes inte av senaten, så de räknas inte som legitima. Albinus fick dela titeln Caesar med Septimius Severus 193 i utbyte mot sitt stöd till Severus mot Niger.

| Namn Svenska/kortform • Fullständig latinsk form                    | Bild                                                | Födelse | Tillträde | Frånträde                                                                               | Död                                                                                     | Källor |
| ------------------------------------------------------------------- | --------------------------------------------------- | --- | --- | --------------------------------------------------------------------------------------- | --------------------------------------------------------------------------------------- | ------ |
| Pertinax CAESAR PVBLIVS HELVIVS PERTINAX AVGVSTVS                   |                                                     | 1 augusti 126 i Alba son till Helvius Successus                                                               | 1 januari 193 | 28 mars 193 i Rom mördad av praetoriangardet                                            | 28 mars 193 i Rom mördad av praetoriangardet                                            |        |
| Didius Julianus CAESAR MARCVS DIDIVS SEVERVS IVLIANVS AVGVSTVS      |                                                     | 30 januari 133 eller 2 februari 137 i Milano son till Quintus Petronius Didius Severus och Aemilia Clara      | 28 mars 193 | 1 juni 193 i Rom avrättad på senatens order                                             | 1 juni 193 i Rom avrättad på senatens order                                             |        |
| Septimius Severus CAESAR LVCIVS SEPTIMIVS SEVERVS PERTINAX AVGVSTVS |                                                     | 11 april 145 i Leptis Magna i Tripolitanien (nuvarande Libyen) son till Publius Septimius Geta och Fulvia Pia | 9 april 193 motkejsare till Didius Julianus 1 juni 193 ensam kejsare vid Didius Julianus död 198 Caracalla medkejsare 209 Geta medkejsare | 4 februari 211 i Eboracum i Britannien naturliga orsaker                                | 4 februari 211 i Eboracum i Britannien naturliga orsaker                                |        |
| Caracalla CAESAR MARCVS AVRELIVS SEVERVS ANTONINVS PIVS AVGVSTVS    |                                                     | 4 april 188 i Lugdunum (nuvarande Lyon) i Gallia Lugdunensis son till Septimius Severus och Julia Domna       | 198–211 medkejsare till Septimius Severus Geta medkejsare 209–211 26 december 211 ensam kejsare vid Getas död                             | 8 april 217 nära Harran i Syria mördad i en konspiration av Macrinus                    | 8 april 217 nära Harran i Syria mördad i en konspiration av Macrinus                    |        |
| Geta CAESAR PVBLIVS SEPTIMIVS GETA AVGVSTUS                         |                                                     | 7 mars 189 i Rom son till Septimius Severus och Julia Domna                                                   | 209 medkejsare till Septimius Severus och Caracalla                                                                                       | 19 december 211 i Rom mördad på Caracallas order                                        | 19 december 211 i Rom mördad på Caracallas order                                        |        |
| Macrinus MARCVS OPELLIVS SEVERVS MACRINVS AVGVSTVS PIVS FELIX       |                                                     | Omkring 164 eller 165 i Iol Caesarea i Mauretania son till en romersk equites (kavallerist)                   | 11 april 217 sonen Diadumenianus utnämnd till medkejsare i maj samma år                                                                   | 8 juni 218 i Rom avrättad (tillsammans med sonen) på Heliogabalus order                 | 8 juni 218 i Rom avrättad (tillsammans med sonen) på Heliogabalus order                 |        |
| Diadumenianus MARCVS OPELLIVS ANTONINVS DIADVMENIANVS AVGVSTVS      | Macrino, aureo per diadoumeniano cesare, 217-18, 01 | 14 september 208 på okänd plats son till Macrinus och Nonia Celsa                                             | Maj 217 | 8 juni 218 i Rom avrättad på Heliogabalus order                                         | 8 juni 218 i Rom avrättad på Heliogabalus order                                         |        |
| Heliogabalus MARCVS AVRELIVS ANTONINVS AVGVSTVS                     |                                                     | Omkring 203 i Emesa i Syria son till Sextus Varius Marcellus och Julia Soaemias                               | 8 juni 218 | 11 mars 222 i Rom mördad av praetoriangardet                                            | 11 mars 222 i Rom mördad av praetoriangardet                                            |        |
| Alexander Severus CAESAR MARCVS AVRELIVS SEVERVS ALEXANDER AVGVSTVS |                                                     | 1 oktober 208 i Arca Caesarea i Iudaea son till Marcus Julius Gessius Marcianus och Julia Mamaea              | 13 mars 222 | 18 mars 235 i Moguntiacum (nuvarande Mainz) i Germania Superior mördad av sina soldater | 18 mars 235 i Moguntiacum (nuvarande Mainz) i Germania Superior mördad av sina soldater |        |
| Namn Svenska/kortform • Fullständig latinsk form                    | Bild                                                | Födelse | Tillträde | Frånträde                                                                               | Död                                                                                     | Källor |

### Soldatkejsarna under sexkejsaråret och krisen på 200-talet
| Namn Svenska/kortform • Fullständig latinsk form                                      | Bild | Födelse | Tillträde | Frånträde | Död | Källor |
| ------------------------------------------------------------------------------------- | ---- | --- | --- | --- | --- | ------ |
| Maximinus Thrax CAESAR GAIVS JVLIVS VERVS MAXIMINVS AVGVSTVS                          |      | Omkring 173 i Thrakien eller Moesia möjligen son till Micca och Ababa                                                             | 20 mars 235 Gordianus I och Gordianus II motkejsare från mars till april 238                                                                                     | April 238 i Aquileia mördad av praetoriangardet | April 238 i Aquileia mördad av praetoriangardet |        |
| Gordianus I CAESAR MARCVS ANTONIVS GORDIANVS SEMPRONIANVS AFRICANVS AVGVSTVS          |      | Omkring 159 möjligen i Frygien möjligen son till Maecius Marullus eller Marcus Antonius och Ulpia Gordiana eller Sempronia Romana | 22 mars 238 motkejsare till Maximinus Thrax medkejsare till Gordianus II                                                                                         | 12 april 238 i Karthago i Africa självmord vid budet om Gordianus II:s död | 12 april 238 i Karthago i Africa självmord vid budet om Gordianus II:s död |        |
| Gordianus II CAESAR MARCVS ANTONIVS GORDIANVS SEMPRONIANVS ROMANVS AFRICANVS AVGVSTVS |      | Möjligen omkring 192 på okänd plats son till Gordianus I och möjligen Fabia Orestilla                                             | 22 mars 238 motkejsare till Maximinus Thrax medkejsare till Gordianus I                                                                                          | 12 april 238 i Karthago i Africa stupad i slaget vid Karthago | 12 april 238 i Karthago i Africa stupad i slaget vid Karthago |        |
| Pupienus CAESAR MARCVS CLODIVS PVPIENVS MAXIMVS AVGVSTVS                              |      | Omkring 165 eller 170 på okänd plats möjligen son till Marcus Pupienus Maximus och Clodia Pulchra                                 | 22 april 238 medkejsare till Balbinus och Gordianus III | 29 juli 238 i Rom mördad av praetoriangardet | 29 juli 238 i Rom mördad av praetoriangardet |        |
| Balbinus CAESAR DECIMVS CAELIVS CALVINVS BALBINVS PIVS AVGVSTVS                       |      | Okänt födelseår på okänd plats son till okända föräldrar                                                                          | 22 april 238 medkejsare till Pupienus och Gordianus III | 29 juli 238 i Rom mördad av praetoriangardet | 29 juli 238 i Rom mördad av praetoriangardet |        |
| Gordianus III CAESAR MARCVS ANTONIVS GORDIANVS AVGVSTVS                               |      | 20 januari 225 i Rom son till en romersk senator med okänt namn och Antonia Gordiana                                              | 22 april 238 Pupienus och Balbinus medkejsare till 29 juli samma år                                                                                              | 11 februari 244 i Zaitha möjligen mördad på Filip Arabens order | 11 februari 244 i Zaitha möjligen mördad på Filip Arabens order |        |
| Filip Araben CAESAR MARCVS IVLIVS PHILLIPVS AVGVSTVS                                  |      | Omkring 204 i Shahba i Syria son till Julius Marinus                                                                              | Februari 244 sonen Filip II utnämnd till medkejsare under sommaren 247                                                                                           | September eller oktober 249 nära Verona antingen stupad i ett fältslag eller mördad av praetoriangardet Vid budet om hans död blev sonen Filip II dödad av praetoriangardet, elva år gammal | September eller oktober 249 nära Verona antingen stupad i ett fältslag eller mördad av praetoriangardet Vid budet om hans död blev sonen Filip II dödad av praetoriangardet, elva år gammal |        |
| Decius CAESAR GAIVS MESSIVS QVINTVS TRAIANVS DECIVS AVGVSTVS                          |      | Omkring 201 i Budalia i Pannonia Inferior av okända föräldrar                                                                     | September eller oktober 249 sonen Herennius Etruscus utnämnd till medkejsare i början av 251                                                                     | 1 juli 251 nära Abritus i Moesien (nuvarande Bulgarien) båda stupade i slaget vid Abritus                                                                                                   | 1 juli 251 nära Abritus i Moesien (nuvarande Bulgarien) båda stupade i slaget vid Abritus                                                                                                   |        |
| Hostilianus CAESAR CAIVS VALENS HOSTILIANVS MESSIVS QVINTVS AVGVSTVS                  |      | Okänt födelseår i Sirmium i Dalmatien son till Decius och Herennia Etruscilla                                                     | Juli 251 erkänd av senaten motkejsare till Trebonianus Gallus | Hösten 251 i Rom död i pesten | Hösten 251 i Rom död i pesten |        |
| Trebonianus Gallus CAESAR GAIVS VIBIVS TREBONIANVS GALLVS AVGVSTVS                    |      | 206 i Perugia son till en romersk senator                                                                                         | Juli 251 utropad till kejsare av legionerna vid Donau Hostilianus motkejsare till hösten samma år sonen Volusianus utnämnd till medkejsare under hösten samma år | Augusti 253 i Interamna mördad tillsammans med sonen av sina egna trupper | Augusti 253 i Interamna mördad tillsammans med sonen av sina egna trupper |        |
| Aemilianus CAESAR MARCVS AEMILIVS AEMILIANVS AVGVSTVS                                 |      | Omkring 207 i Africa son till okända föräldrar                                                                                    | Augusti 253 utropad till kejsare av legionerna vid Donau erkänd efter Trebonianus Gallus död                                                                     | Oktober 253 nära Spoletium mördad av sina egna trupper | Oktober 253 nära Spoletium mördad av sina egna trupper |        |
| Valerianus CAESAR PVBLIVS LICINIVS VALERIANVS AVGVSTVS                                |      | Omkring 193, 195 eller 200 på okänd plats son till en romersk senator                                                             | Oktober 253 utropad till kejsare av legionerna vid Rhen efter Trebonianus Gallus död erkänd efter Aemilianus död medkejsare till Gallienus                       | 260 tillfångatagen av sassanider i slaget vid Edessa | 260 eller 264 i Bishapur eller Gundeshapur död i fångenskap hos sassaniderna |        |
| Gallienus CAESAR PVBLIVS LICINIVS EGNATIVS GALLIENVS AVGVSTVS                         |      | 218 på okänd plats son till Valerianus och Egnatia Mariniana                                                                      | Oktober 253 erkänd efter Aemilianus död Valerianus medkejsare till 260 sonen Saloninus kortvarigt medkejsare i juli 268                                          | September 268 vid Aquileia mördad av sina befälhavare | September 268 vid Aquileia mördad av sina befälhavare |        |
| Claudius II Gothicus CAESAR MARCVS AVRELIVS CLAVDIVS AVGVSTVS                         |      | 10 maj 213 eller 214 i Sirmium son till okända föräldrar                                                                          | September 268 tog makten efter Gallienus död | Januari 270 i Sirmium död i pesten | Januari 270 i Sirmium död i pesten |        |
| Quintillus CAESAR MARCVS AVRELIVS CLAVDIVS QVINTILLVS AVGVSTVS                        |      | Omkring 220 i Sirmium son till okända föräldrar (bror till Claudius II Gothicus)                                                  | Januari 270 tog makten efter brodern Claudius II Gothicus död | 270 i Aquileia under oklara omständigheter antingen mördad eller begick självmord | 270 i Aquileia under oklara omständigheter antingen mördad eller begick självmord |        |
| Aurelianus CAESAR LVCIVS DOMITIVS AVRELIANVS AVGVSTVS                                 |      | 9 september 214 eller 215 i Sirmium son till okända föräldrar                                                                     | Möjligen i september 270 utropad till kejsare av legionerna vid Donau efter Claudius II Gothicus död i opposition mot Quintillus                                 | September 275 i Caenophrurium mördad av praetoriangardet | September 275 i Caenophrurium mördad av praetoriangardet |        |
| Tacitus CAESAR MARCVS CLAVDIVS TACITVS AVGVSTVS                                       |      | Omkring 200 i Interamna son till okända föräldrar                                                                                 | 25 september 275 vald av senaten till Aurelianus efterträdare efter några dagars interregnum                                                                     | Juni 276 i Tyana i Kappadokien naturliga orsaker eller möjligen mördad | Juni 276 i Tyana i Kappadokien naturliga orsaker eller möjligen mördad |        |
| Florianus CAESAR MARCVS ANNIVS FLORIANVS AVGVSTVS                                     |      | Okänt födelseår på okänd plats son till okända föräldrar (möjligen halvbror till Tacitus på mödernet)                             | Juni 276 vald av armén till Tacitus efterträdare, då han var dennes halvbror                                                                                     | Möjligen i september 276 i Tarsus mördad av sina egna trupper | Möjligen i september 276 i Tarsus mördad av sina egna trupper |        |
| Probus CAESAR MARCVS AVRELIVS PROBVS AVGVSTVS                                         |      | Omkring 19 augusti 232 i Sirmium son till Dalmatius                                                                               | Möjligen i september 276 utropad till kejsare av legionerna vid Donau i opposition mot Florianus                                                                 | September eller oktober 282 i Sirmium mördad av sina egna trupper | September eller oktober 282 i Sirmium mördad av sina egna trupper |        |
| Carus CAESAR MARCVS AVRELIVS CARVS AVGVSTVS                                           |      | Omkring 224 eller 230 i Narbo i Gallia Narbonensis son till okända föräldrar                                                      | September eller oktober 282 tog makten antingen strax innan eller strax efter mordet på Probus                                                                   | Slutet av juli eller början av augusti 283 i Sirmium naturliga orsaker (möjligen träffad av ett blixtnedslag)                                                                               | Slutet av juli eller början av augusti 283 i Sirmium naturliga orsaker (möjligen träffad av ett blixtnedslag)                                                                               |        |
| Numerianus CAESAR MARCVS AVRELIVS NVMERIVS NVMERIANVS AVGVSTVS                        |      | Omkring 253 på okänd plats son till Carus                                                                                         | Slutet av juli eller början av augusti 283 bror och medkejsare till Carinus                                                                                      | November eller december 284 i Emesa i Syria under oklara omständigheter, möjligen mördad | November eller december 284 i Emesa i Syria under oklara omständigheter, möjligen mördad |        |
| Carinus CAESAR MARCVS AVRELIVS CARINVS AVGVSTVS                                       |      | Omkring 250 på okänd plats son till Carus                                                                                         | Slutet av juli eller början av augusti 283 bror och medkejsare till Numerianus (till december 284)                                                               | Juli 285 vid floden Margus stupad i slaget vid Margus mot Diocletianus | Juli 285 vid floden Margus stupad i slaget vid Margus mot Diocletianus |        |
| Namn Svenska/kortform • Fullständig latinsk form                                      | Bild | Födelse | Tillträde | Frånträde | Död | Källor |

## Dominatet

### Tetrarkin och den konstantinska dynastin
| Namn Svenska/kortform • Fullständig latinsk form                         | Bild | Födelse                                                                                           | Tillträde | Frånträde | Död | Källor |
| ------------------------------------------------------------------------ | ---- | ------------------------------------------------------------------------------------------------- | --- | --- | --- | ------ |
| Diocletianus CAESAR GAIVS AVRELIVS VALERIVS DIOCLETIANVS AVGVSTVS        |      | Omkring 22 december 244 i Salona i Dalmatien son till okända föräldrar                            | 20 november 284 utnämnd av armén efter Numerianus död i opposition mot Carinus | 1 maj 305 abdikerad | 3 december 311 i Spalatum i Dalmatien naturliga orsaker                                                                |        |
| Maximianus CAESAR GAIVS AVRELIVS VALERIVS MAXIMIANVS AVGVSTVS            |      | Omkring 250 nära Sirmium son till okända föräldrar                                                | 1 april 286 utnämnd till medkejsare av Diocletianus | 1 maj 305 abdikerad | 310 i Massilia påtvingat självmord                                                                                     |        |
| Constantius I Chlorus CAESAR GAIVS FLAVIVS VALERIVS CONSTANTIVS AVGVSTVS |      | 31 mars omkring 250 i Dardanien son till Eutropius och Claudia                                    | 293 utnämnd till undermedkejsare av Maximianus 1 maj 305 utnämnd till full kejsare tillsammans med Galerius vid Diocletianus och Maximianus abdikation | 25 juli 306 i Eboracum i Britannien naturliga orsaker                                                                  | 25 juli 306 i Eboracum i Britannien naturliga orsaker                                                                  |        |
| Galerius CAESAR GALERIVS VALERIVS MAXIMIANVS AVGVSTVS                    |      | Omkring 260 i Felix Romuliana eller Serdica son till en thrakisk far och en dakisk mor (Romula)   | 1 mars eller 21 maj 293 utnämnd till undermedkejsare av Diocletianus 1 maj 305 utnämnd till full kejsare tillsammans med Constantius I Chlorus vid Diocletianus och Maximianus abdikation | 5 maj 311 i Serdica naturliga orsaker                                                                                  | 5 maj 311 i Serdica naturliga orsaker                                                                                  |        |
| Severus II FLAVIVS VALERIVS SEVERVS AVGVSTVS                             |      | Okänt födelseår i Illyrien son till okända föräldrar                                              | 305 utnämnd till undermedkejsare av Constantius I Chlorus Sommaren 306 efterträdde Constantius I Chlorus vid dennes död i opposition mot Konstantin den store och Maxentius | 16 september 307 i Tres Tabernae tillfångatagen av Maxentius och tvingad att begå självmord (eller mördad)             | 16 september 307 i Tres Tabernae tillfångatagen av Maxentius och tvingad att begå självmord (eller mördad)             |        |
| Maximinus Daia CAESAR GALERIVS VALERIVS MAXIMINVS AVGVSTVS               |      | 20 november omkring 270 i Dacia Aureliana son till en dakisk bonde och Galerius halvsyster        | 305 utnämnd till undermedkejsare av Galerius 1 maj 311 efterträdde Galerius vid dennes död tillsammans med Licinius | Juli eller augusti 313 i Tarsus självmord efter att ha blivit besegrad av Licinius i slaget vid Tzirallum den 30 april | Juli eller augusti 313 i Tarsus självmord efter att ha blivit besegrad av Licinius i slaget vid Tzirallum den 30 april |        |
| Konstantin den store CAESAR FLAVIVS CONSTANTINVS VALERIVS AVGVSTVS       |      | 27 februari omkring 272 i Naissus i Moesia Superior son till Constantius I Chlorus och Helena     | 25 juli 306 utnämnd till undermedkejsare av Constantius I Chlorus trupper 306 accepterad av Galerius 16 september 307 befordrad till full medkejsare över västra delen av riket av Maximianus vid Severus II:s död 309 självutnämnd till kejsare över hela riket April 311 accepterad som kejsare över östra delen av riket 19 september 324 oomstridd kejsare över hela riket efter slaget vid Chrysopolis                                                                 | 22 maj 337 i Nikomedia naturliga orsaker                                                                               | 22 maj 337 i Nikomedia naturliga orsaker                                                                               |        |
| Maxentius MARCVS AVRELIVS VALERIVS MAXENTIVS AVGVSTVS                    |      | Möjligen omkring 278 på okänd plats son till Maximianus och Eutropia                              | 28 oktober 306 tog makten efter Constantius I Chlorus död i opposition mot Severus II och Konstantin den store 307 utnämnd till undermedkejsare av Maximianus efter Severus död | 28 oktober 312 stupad i slaget vid Pons Mulvius mot Konstantin den store                                               | 28 oktober 312 stupad i slaget vid Pons Mulvius mot Konstantin den store                                               |        |
| Licinius CAESAR GAIVS VALERIVS LICINIVS AVGVSTVS                         |      | Omkring 250 i Felix Romuliana son till dakiska bönder                                             | 11 november 308 utnämnd till medkejsare i västra delen av riket av Galerius i opposition mot Maxentius 311 medkejsare i östra delen av riket tillsammans med Maximinus Daia vid Galerius död 313 ensam kejsare i östra delen av riket vid Maximinus Daias död i opposition mot Konstantin den store utnämnde i slutet av 316 Valerius Valens och i juli 324 Sextus Martinianus till sina medkejsare i västra delen av riket; båda avsatta och avrättade efter några månader | 19 september 324 abdikerad efter att ha blivit besegrad av Konstantin den store i slaget vid Chrysopolis dagen innan   | Våren 325 avrättad på Konstantin den stores order                                                                      |        |
| Konstantin II CAESAR FLAVIVS CLAVDIVS CONSTANTINVS AVGVSTVS              |      | Februari 316 i Arles son till Konstantin den store (möjligen illegitim)                           | 317 utnämnd till undermedkejsare vid ett års ålder av Konstantin den store 22 maj 337 kejsare tillsammans med sina bröder Constans och Constantius II vid Konstantin den stores död | 340 stupad i strid mot Constans                                                                                        | 340 stupad i strid mot Constans                                                                                        |        |
| Constans CAESAR FLAVIVS IVLIVS CONSTANS AVGVSTVS                         |      | Omkring 320 eller 323 på okänd plats son till Konstantin den store och Fausta                     | 22 maj 337 kejsare tillsammans med sina bröder Konstantin II och Constantius II vid Konstantin den stores död | Januari 350 i Vicus Helena i Pyreneerna dödad av generalen Magnentius                                                  | Januari 350 i Vicus Helena i Pyreneerna dödad av generalen Magnentius                                                  |        |
| Constantius II CAESAR FLAVIVS IVLIVS CONSTANTIVS AVGVSTVS                |      | 7 augusti 317 i Sirmium son till Konstantin den store och Fausta                                  | 22 maj 337 kejsare tillsammans med sina bröder Konstantin II och Constans vid Konstantin den stores död | 3 november 361 i Mopsuestia i Kilikien naturliga orsaker                                                               | 3 november 361 i Mopsuestia i Kilikien naturliga orsaker                                                               |        |
| Vetranio                                                                 |      | Okänt födelseår i Moesien son till okända föräldrar                                               | 1 mars 350 utropade sig själv till kejsare i opposition mot Constantius II efter Constans död på begäran av deras syster Constantina | 25 december 350 abdikerad efter en uppgörelse med Constantius II                                                       | Omkring 356 i Bithynien som privat romersk medborgare                                                                  |        |
| Julianus Apostata CAESAR FLAVIVS CLAVDIVS IVLIANVS AVGVSTVS              |      | 331 eller 332 i Konstantinopel son till Constantius I Chlorus son Julius Constantius och Basilina | 355 utnämnd till undermedkejsare i västra delen av riket Februari 360 utropad till full medkejsare av sina trupper 3 november 361 ensam kejsare vid Constantius II:s död | 26 juni 363 i Maranga i Mesopotamien dödligt sårad i slaget vid Samarra                                                | 26 juni 363 i Maranga i Mesopotamien dödligt sårad i slaget vid Samarra                                                |        |
| Jovianus CAESAR FLAVIVS IOVIANVS AVGVSTVS                                |      | 331 i Singidinum son till Varronianus                                                             | 26 juni 363 utnämnd till kejsare av sina trupper vid Julianus Apostatas död | 17 februari 364 i Dadastana rökförgiftad                                                                               | 17 februari 364 i Dadastana rökförgiftad                                                                               |        |
| Namn Svenska/kortform • Fullständig latinsk form                         | Bild | Födelse                                                                                           | Tillträde | Frånträde | Död | Källor |

### Valentinianska dynastin
- Notera att tronpretendenterna Magnus Maximus och Eugenius inte upptas i nedanstående lista, eftersom de enligt ovanstående kriterier inte kan anses som legitima.

| Namn Svenska/kortform • Fullständig latinsk form         | Bild | Födelse                                                                        | Tillträde | Frånträde                                                             | Död                                                                   | Källor |
| -------------------------------------------------------- | ---- | ------------------------------------------------------------------------------ | --- | --------------------------------------------------------------------- | --------------------------------------------------------------------- | ------ |
| Valentinianus I FLAVIVS VALENTINIANVS AVGVSTVS           |      | 321 i Cibalae son till Gratianus den äldre                                     | 26 februari 364 vald till Jovianus efterträdare av armén 28 mars 364 kejsare över västra delen av riket vid Valens val till kejsare över östra delen | 17 november 375 i Brigetio slaganfall                                 | 17 november 375 i Brigetio slaganfall                                 |        |
| Valens FLAVIVS IVLIVS VALENS AVGVSTVS                    |      | 328 i Cibalae son till Gratianus den äldre                                     | 28 mars 364 kejsare över östra delen av riket | 9 augusti 378 i Adrianopel stupad i slaget vid Adrianopel mot goterna | 9 augusti 378 i Adrianopel stupad i slaget vid Adrianopel mot goterna |        |
| Gratianus FLAVIVS GRATIANVS AVGVSTVS                     |      | 18 april eller 23 maj 359 i Sirmium son till Valentinianus I och Marina Severa | 4 augusti 367 utnämnd till undermedkejsare över västra delen av riket av sin far 17 november 375 kejsare över västra delen av riket med brodern Valentinianus II som undermedkejsare vid Valentinianus I:s död 9 augusti 378 kejsare över hela riket med brodern Valentinianus II som medkejsare 19 januari 379 kejsare över västra delen av riket med brodern Valentinianus II som medkejsare vid Theodosius I:s val till kejsare i öst | 25 augusti 383 i Lugdunum mördad av en upprorisk arméfraktion         | 25 augusti 383 i Lugdunum mördad av en upprorisk arméfraktion         |        |
| Valentinianus II FLAVIVS VALENTINIANVS INVICTVS AVGVSTVS |      | 371 i Milano son till Valentinianus I och Marina Severa                        | 17 november 375 kejsare över västra delen av riket med brodern Gratianus som övermedkejsare vid Valentinianus I:s död 9 augusti 378 kejsare över hela riket med brodern Gratianus som medkejsare 19 januari 379 kejsare över västra delen av riket med brodern Gratianus som medkejsare vid Theodosius I:s val till kejsare i öst | 15 maj 392 i Vienna möjligen mördad eller begick självmord            | 15 maj 392 i Vienna möjligen mördad eller begick självmord            |        |
| Namn Svenska/kortform • Fullständig latinsk form         | Bild | Födelse                                                                        | Tillträde | Frånträde                                                             | Död                                                                   | Källor |

### Theodosianska dynastin
| Namn Svenska/kortform • Fullständig latinsk form | Bild | Födelse                                                                           | Tillträde | Frånträde                                 | Död                                       | Källor |
| ------------------------------------------------ | ---- | --------------------------------------------------------------------------------- | --- | ----------------------------------------- | ----------------------------------------- | ------ |
| Theodosius I FLAVIVS THEODOSIVS AVGVSTVS         |      | 11 januari 347 i Cauca eller Italica son till Theodosius den äldre och Thermantia | 19 januari 379 utnämnd till kejsare över östra delen av riket av Gratianus efter Valens död 15 maj 392 ensam kejsare över hela riket vid Valentinianus död | 17 januari 395 i Milano naturliga orsaker | 17 januari 395 i Milano naturliga orsaker |        |
| Namn Svenska/kortform • Fullständig latinsk form | Bild | Födelse                                                                           | Tillträde | Frånträde                                 | Död                                       | Källor |

## Västromerska riket

### Theodosianska dynastin
| Namn Svenska/kortform • Fullständig latinsk form           | Bild | Födelse                                                                    | Tillträde | Frånträde                                                     | Död                                                                  | Källor |
| ---------------------------------------------------------- | ---- | -------------------------------------------------------------------------- | --- | ------------------------------------------------------------- | -------------------------------------------------------------------- | ------ |
| Honorius FLAVIVS HONORIVS AVGVSTVS                         |      | 9 september 384 i Konstantinopel son till Theodosius I och Aelia Flaccilla | 23 januari 393 utnämnd till undermedkejsare över västra delen av riket av Theodosius I efter Valentinianus II:s död 17 januari 395 full kejsare över Västromerska riket vid Theodosius I:s död | 15 augusti 423 i Ravenna naturliga orsaker                    | 15 augusti 423 i Ravenna naturliga orsaker                           |        |
| Constantius III FLAVIVS CONSTANTIVS AVGVSTVS               |      | Okänt födelseår i Naissus son till okända föräldrar                        | 8 februari 421 utnämnd till medkejsare av Honorius, då han var gift med dennes syster Galla Placidia                                                                                           | 2 september 421 på okänd plats naturliga orsaker              | 2 september 421 på okänd plats naturliga orsaker                     |        |
| Johannes                                                   |      | Okänt födelseår på okänd plats son till okända föräldrar                   | 27 augusti 423 utropad till kejsare av Castinus efter Honorius död | Maj 425 avsatt av Valentinianus III                           | Juni eller juli 425 i Aquileia avrättad på Valentinianus III:s order |        |
| Valentinianus III FLAVIVS PLACIDIVS VALENTINIANVS AVGVSTVS |      | 2 juli 419 i Ravenna son till Constantius III och Galla Placidia           | 23 oktober 424 utnämnd till motkejsare av den östromerske kejsaren Theodosius II efter Honorius död i opposition mot Johannes Maj 425 ensam kejsare vid Johannes avsättning                    | 16 mars 455 i Rom mördad, möjligen på Petronius Maximus order | 16 mars 455 i Rom mördad, möjligen på Petronius Maximus order        |        |
| Namn Svenska/kortform • Fullständig latinsk form           | Bild | Födelse                                                                    | Tillträde | Frånträde                                                     | Död                                                                  | Källor |

### De sista västromerska kejsarna
| Namn Svenska/kortform • Fullständig latinsk form             | Bild | Födelse                                                                       | Tillträde | Frånträde | Död                                                                                             | Källor |
| ------------------------------------------------------------ | ---- | ----------------------------------------------------------------------------- | --- | --- | ----------------------------------------------------------------------------------------------- | ------ |
| Petronius Maximus FLAVIVS ANICIVS PETRONIVS MAXIMVS AVGVSTVS |      | Omkring 396 på okänd plats möjligen son till Anicius Probinus                 | 17 mars 455 utropade sig själv till kejsare med arméns stöd efter Valentinianus III:s död                         | 31 maj 455 i Rom troligtvis stenad till döds av pöbeln                                                       | 31 maj 455 i Rom troligtvis stenad till döds av pöbeln                                          |        |
| Avitus EPARCHIVS AVITVS AVGVSTVS                             |      | Omkring 385 på okänd plats son till Flavius Julius Agricola                   | 9 juli 455 utropad till kejsare av den visigotiske kungen Theoderik II efter Petronius Maximus död                | 17 oktober 456 avsatt av Ricimer                                                                             | Mördad vid okänd tidpunkt på okänd plats                                                        |        |
| Majorianus IVLIVS VALERIVS MAIORIANVS AVGVSTVS               |      | November 420 på okänd plats son till okända föräldrar                         | April 457 utropad till kejsare av Ricimer                                                                         | 2 augusti 461 avsatt av sina trupper (troligen på Ricimers order)                                            | 7 augusti 461 på okänd plats död under oklara omständigheter                                    |        |
| Libius Severus LIBIVS SEVERVS AVGVSTVS                       |      | Okänt födelseår i Lukanien son till okända föräldrar                          | 19 november 461 utropad till kejsare av Ricimer                                                                   | 15 augusti 465 på okänd plats troligtvis naturliga orsaker, möjligen mördad av Ricimer                       | 15 augusti 465 på okänd plats troligtvis naturliga orsaker, möjligen mördad av Ricimer          |        |
| Anthemius PROCOPIVS ANTHEMIVS AVGVSTVS                       |      | Omkring 420 i Konstantinopel son till okända föräldrar                        | 12 april 467 utropad till kejsare av Ricimer och godkänd av östromerske kejsaren Leo I                            | 11 juli 472 i Rom avrättad av Ricimer                                                                        | 11 juli 472 i Rom avrättad av Ricimer                                                           |        |
| Olybrius FLAVIVS ANICIVS OLYBRIVS AVGVSTVS                   |      | Omkring 420 i Rom son till okända föräldrar                                   | 23 mars eller 11 juli 472 utropad till kejsare av Ricimer i egenskap av svåger till Valentinianus III             | 22 eller 23 oktober eller 2 november 472 på okänd plats ödem                                                 | 22 eller 23 oktober eller 2 november 472 på okänd plats ödem                                    |        |
| Glycerius FLAVIVS GLYCERIVS                                  |      | Omkring 420 på okänd plats son till okända föräldrar                          | Omkring 3 mars 473 utropad till kejsare av Ricimers efterträdare Gundobad                                         | Juni 474 avsatt av Julius Nepos                                                                              | Efter 480 på okänd plats okänd dödsorsak                                                        |        |
| Julius Nepos JVLIVS NEPOS                                    |      | Omkring 430 på okänd plats son till Nepotianus och en syster till Marcellinus | Juni 474 utropad till kejsare av sin hustrus systers man, den östromerske kejsaren Leo I vid Glycerius avsättning | 28 augusti 475 avsatt i Italien (fortsatt kejsare över Gallien och Dalmatien till sin död)                   | 25 april, 9 maj eller 22 juni 480 i Spalatum mördad                                             |        |
| Romulus Augustulus ROMVLVS AVGVSTVLVS                        |      | Möjligen omkring 460 på okänd plats son till Orestes                          | 31 oktober 475 utropad till kejsare av sin far efter Julius Nepos avsättning i Italien                            | 4 september 476 avsatt av visigotkungen Odovakar, som sedan härskade i Julius Nepos namn till dennes död 480 | Efter 476, möjligen kring 500, men troligtvis före 488 på okänd plats under okända förhållanden |        |
| Namn Svenska/kortform • Fullständig latinsk form             | Bild | Födelse                                                                       | Tillträde | Frånträde | Död                                                                                             | Källor |

## Östromerska riket

### Theodosianska dynastin
| Namn Svenska/kortform • Fullständig latinsk form | Bild | Födelse                                                           | Tillträde | Frånträde                                                     | Död                                                           | Källor |
| ------------------------------------------------ | ---- | ----------------------------------------------------------------- | --- | ------------------------------------------------------------- | ------------------------------------------------------------- | ------ |
| Arcadius FLAVIVS ARCADIVS AVGVSTVS               |      | Omkring 377 i Hispanien son till Theodisius I och Aelia Flaccilla | Januari 383 utropad till undermedkejsare i östra delen av riket av sin far 17 januari 395 full kejsare över Östromerska riket vid faderns död | 1 maj 408 på okänd plats naturliga orsaker                    | 1 maj 408 på okänd plats naturliga orsaker                    |        |
| Theodosius II FLAVIVS THEODOSIVS AVGVSTVS        |      | 10 april 401 i Konstantinopel son till Arcadius och Aelia Eudoxia | 1 maj 408 kejsare vid faderns död | 28 juli 450 på okänd plats i sviterna av en ridolycka         | 28 juli 450 på okänd plats i sviterna av en ridolycka         |        |
| Marcianus FLAVIVS MARCIANIVS AVGVSTVS            |      | 392 eller 396 i Thrakien eller Illyrien son till en soldat        | Sommaren 450 utropad till kejsare efter Theodosius II:s död av dennes syster Pulcheria, som han var gift med                                  | 27 januari 457 på okänd plats av sjukdom (möjligen kallbrand) | 27 januari 457 på okänd plats av sjukdom (möjligen kallbrand) |        |
| Namn Svenska/kortform • Fullständig latinsk form | Bild | Födelse                                                           | Tillträde | Frånträde                                                     | Död                                                           | Källor |

### Leoninska dynastin
| Namn Svenska/kortform • Fullständig latinsk form | Bild | Födelse                                                                                          | Tillträde                                                                                          | Frånträde                                                                   | Död                                                                         | Källor |
| ------------------------------------------------ | ---- | ------------------------------------------------------------------------------------------------ | -------------------------------------------------------------------------------------------------- | --------------------------------------------------------------------------- | --------------------------------------------------------------------------- | ------ |
| Leo I FLAVIVS VALERIVS LEO AVGVSTVS              |      | Omkring 401 på okänd plats (möjligen i Thrakien) son till thrakiska föräldrar                    | 7 februari 457 utropad till kejsare av magister militum Aspar vid Marcianus död                    | 18 januari 474 på okänd plats naturliga orsaker                             | 18 januari 474 på okänd plats naturliga orsaker                             |        |
| Leo II FLAVIVS LEO IVNIOR AVGVSTVS               |      | 467 möjligen i Konstantinopel son till Zeno och Leo I:s dotter Aelia Ariadne                     | 18 januari 474 kejsare vid Leo I:s död Zeno medkejsare från 9 februari samma år                    | 17 november 474 på okänd plats under oklara omständigheter, möjligen mördad | 17 november 474 på okänd plats under oklara omständigheter, möjligen mördad |        |
| Zeno FLAVIVS ZENO PERPETVVS AVGVSTVS             |      | Omkring 425 i Zenonopolis i Isaurien son till Kodisa och Lallis                                  | 9 februari 474 medkejsare till Leo II                                                              | 9 januari 475 avsatt av Flavius Basiliskos                                  |                                                                             |        |
| Flavius Basiliskos FLAVIVS BASILISCVS AVGVSTVS   |      | Okänt födelseår på okänd plats son till okända föräldrar (bror till Leo I:s hustru Aelia Verina) | 9 januari 475 kejsare vid Zenos avsättning                                                         | Augusti 476 i Kappadokien besegrad, tillfångatagen och avrättad av Zeno     | Augusti 476 i Kappadokien besegrad, tillfångatagen och avrättad av Zeno     |        |
| Zeno FLAVIVS ZENO PERPETVVS AVGVSTVS             |      |                                                                                                  | Augusti 476 återinsatt vid Flavius Basiliskos avrättning                                           | 9 april 491 i Konstantinopel av dysenteri eller epilepsi                    | 9 april 491 i Konstantinopel av dysenteri eller epilepsi                    |        |
| Anastasios I FLAVIVS ANASTASIVS AVGVSTVS         |      | Omkring 430 eller 431 i Dyrrhachium son till Pompeius och Anastasia Constantina                  | 9 april 491 utropad till kejsare vid Zenos död av dennes änka Aelia Ariadne, som han gifte sig med | 9 juli 518 i Konstantinopel naturliga orsaker                               | 9 juli 518 i Konstantinopel naturliga orsaker                               |        |
| Namn Svenska/kortform • Fullständig latinsk form | Bild | Födelse                                                                                          | Tillträde                                                                                          | Frånträde                                                                   | Död                                                                         | Källor |

### Justinianska dynastin
| Namn Svenska/kortform • Fullständig latinsk form            | Bild | Födelse                                                              | Tillträde | Frånträde                                                           | Död                                                                 | Källor |
| ----------------------------------------------------------- | ---- | -------------------------------------------------------------------- | --- | ------------------------------------------------------------------- | ------------------------------------------------------------------- | ------ |
| Justinus I FLAVIVS IVSTINVS AVGVSTVS                        |      | Omkring 450 i Bederiana nära Naissus son till thrakiska föräldrar    | 9 juli 518 utropad till kejsare med stöd av armén vid Anastasios I:s död, då han var befälhavare för palatsgardet                                                          | 1 augusti 527 på okänd plats naturliga orsaker                      | 1 augusti 527 på okänd plats naturliga orsaker                      |        |
| Justinianus I FLAVIVS PETRVS SABBATIVS IVSTINIANVS AVGVSTVS |      | 11 maj 483 i Tauresium i Dardanien son till Sabbatius och Vigilantia | 1 april 527 utnämnd av Justinus I till medkejsare och efterträdare, då denne var sjuklig och Justinianus var hans brorson                                                  | 13 eller 14 november 565 I Konstantinopel naturliga orsaker         | 13 eller 14 november 565 I Konstantinopel naturliga orsaker         |        |
| Justinus II FLAVIVS IVSTINIVS IVNIOR AVGVSTVS               |      | Omkring 520 på okänd plats son till Dulcido och Vigilantia           | 13 eller 14 november 565 kejsare vid Justinianus I:s död, då han var dennes brorson Tiberios II medkejsare och verklig makthavare från december 574 då Justinus blev galen | 5 oktober 578 naturliga orsaker                                     | 5 oktober 578 naturliga orsaker                                     |        |
| Tiberios II FLAVIVS TIBERIVS CONSTANTINVS AVGVSTVS          |      | Omkring 520 på okänd plats son till okända föräldrar                 | December 574 utsedd till medkejsare och praktiken ensam regent, då Justinus II hade blivit galen 5 oktober 578 formellt kejsare vid Justinus II:s död                      | 14 augusti 582 på okänd plats av sjukdom                            | 14 augusti 582 på okänd plats av sjukdom                            |        |
| Maurikios FLAVIVS MAVRIKIVS TIBERIVS AVGVSTVS               |      | 539 i Arabissus i Kappadokien son till Paulus                        | 14 augusti 582 utnämnd till kejsare av Tiberios II på dennes dödsbädd | 27 november 602 i Chalkedon avsatt och avrättad av Fokias           | 27 november 602 i Chalkedon avsatt och avrättad av Fokias           |        |
| Fokas FLAVIVS PHOCAS AVGVSTVS                               |      | 564 möjligen i Thrakien son till en okänd man och Domentia           | 27 november 602 utropad till kejsare vid Maurikios avsättning | 4 oktober 610 i Konstantinopel avrättad av efterträdaren Herakleios | 4 oktober 610 i Konstantinopel avrättad av efterträdaren Herakleios |        |
| Namn Svenska/kortform • Fullständig latinsk form            | Bild | Födelse                                                              | Tillträde | Frånträde                                                           | Död                                                                 | Källor |

- Listan fortsätter på Lista över bysantinska monarker.